# Kamo no Chomei

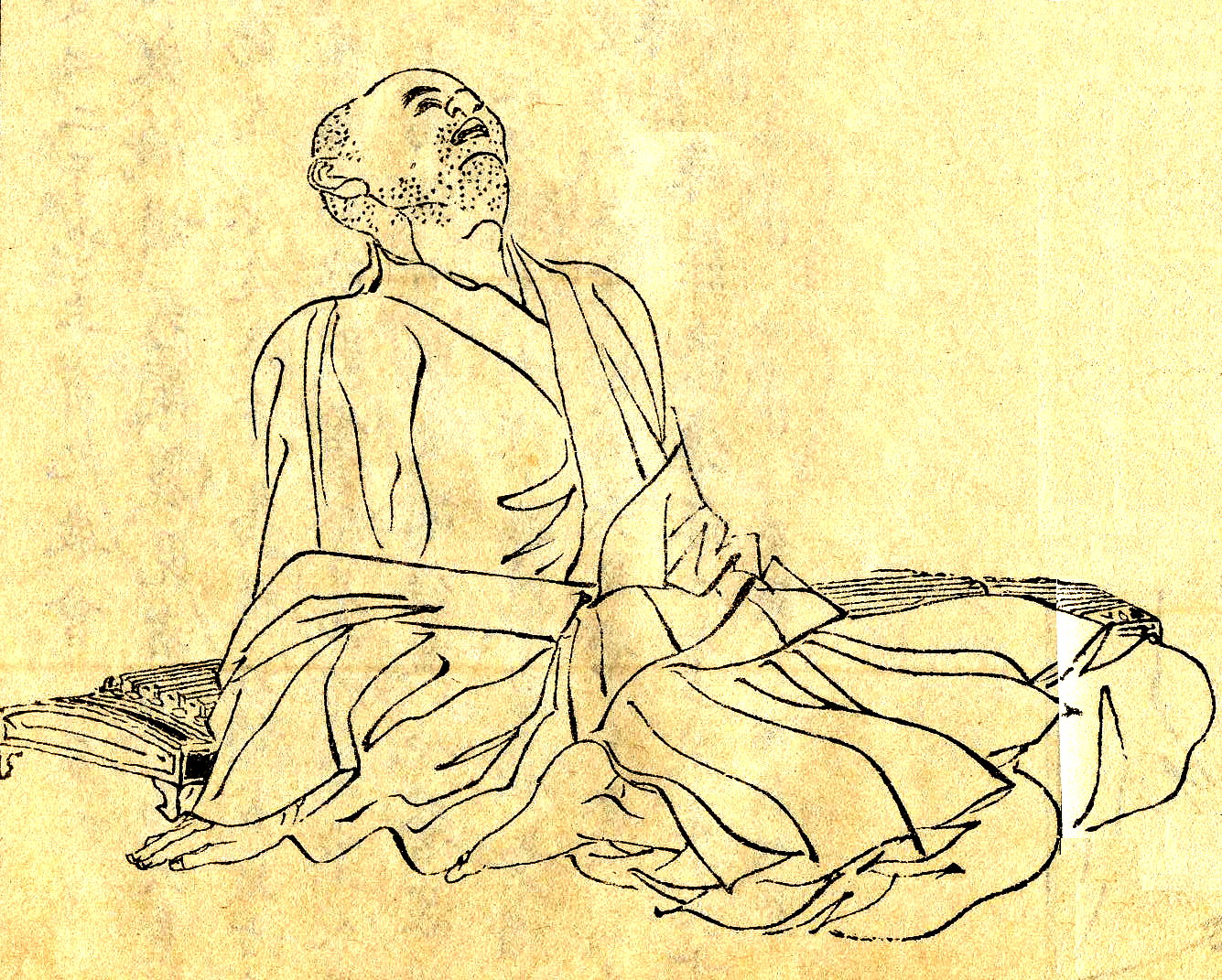
Kamo no Chōmei, av Kikuchi Yosai

Kamo no Chōmei född cirka 1153 i Kyoto, död 13 oktober 1216 i Kyoto, var en japansk författare och buddhistmunk.
Kamo no Chōmei kom i konflikt med ledningen för helgedomen Kamo i Kyoto, där hans familj i generationer hade tjänstgjort, varför han inte fick ta över sin fars ämbete. Han levde ett tag som hovpoet men från 1209 levde han som buddhistmunk i Hinobergen. Han mest kända verk är Hōjōki, 1212. 1211 skrev han verket Mumyosho.